# Hilbringen

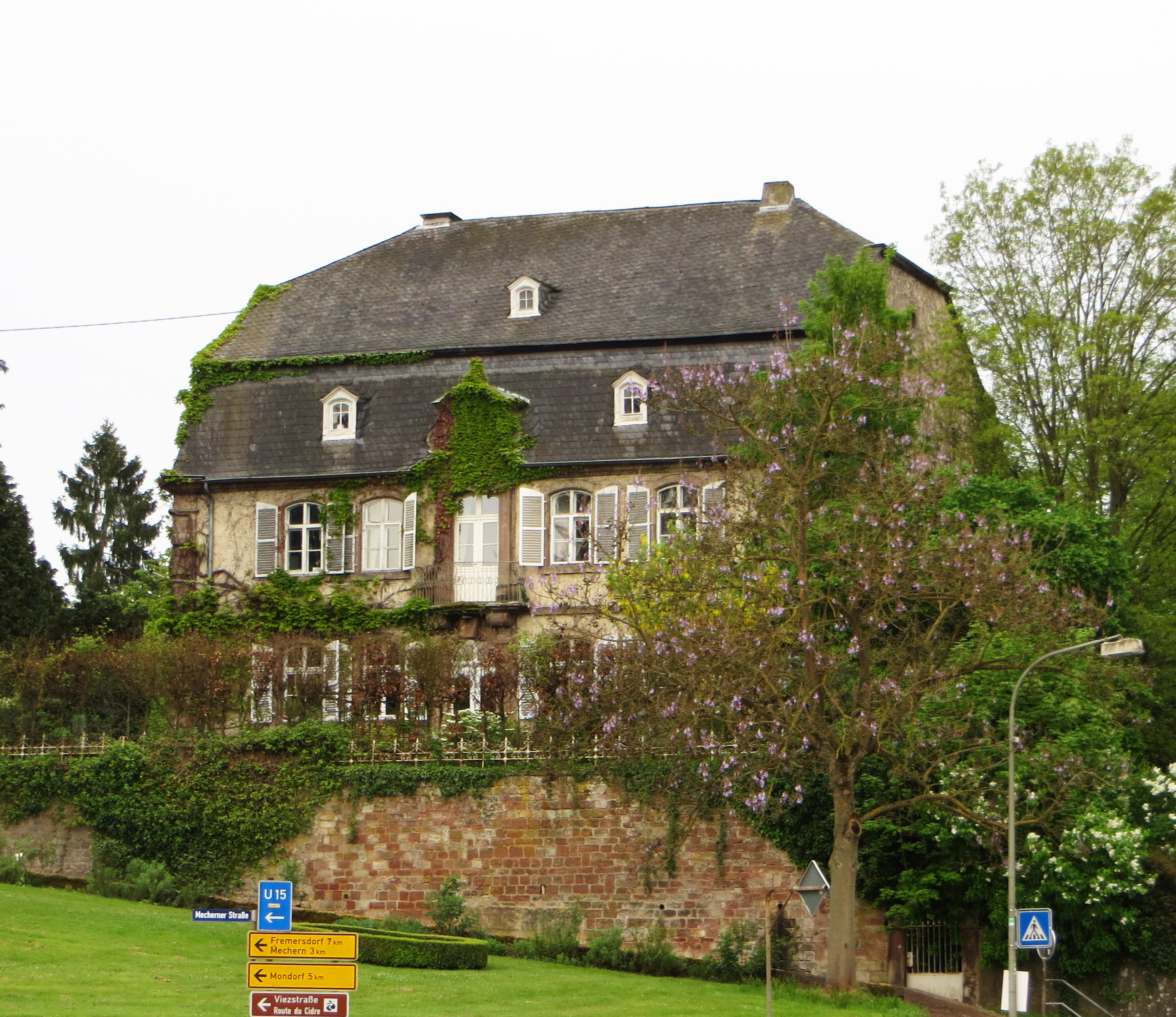
Schloss Hilbringen

Hilbringen ist einer von 17 Stadtteilen der Stadt Merzig im Landkreis Merzig-Wadern (Saarland) und liegt gegenüber der Kernstadt am linken Saarufer. Hilbringen ist mit rund 2600 Einwohnern hinter Brotdorf und Besseringen der drittgrößte Stadtteil.

## Geschichte
Mittelpunkt von Hilbringen ist der Schlossberg, auf dem wahrscheinlich bereits im 13. Jahrhundert ein „festes Haus“ stand, das den Rittern von Hilbringen, deren Geschlecht mit Reinhard von Hilbringen im Jahr 1611 ausstarb, als Stammsitz diente. Eine 902/903 verfasste, nachträglich auf 816 datierte Urkunde gilt als ältester schriftlicher Nachweis des "Helibere" genannten Ortes. Bereits im 12. Jahrhundert existierte eine Pfarrei, die zum Dekanat Perl gehörte. Der 1233 genannte Priester Godefrid zu Hildebringen ist der erste namentlich überlieferte Pfarrer in Hilbringen.
Nach dem Dreißigjährigen Krieg (1618–1648) wohnten in den sieben Orten der Obermeierei Saargau, zu der auch Hilbringen gehörte, im Jahr 1663 zusammen nur noch 16 Einwohner. Im Jahr 1680 gründete der Hilbringer Pfarrer Calmes eine St. Sebastian-Bruderschaft und stellte in der Kirche einen Sebastian-Altar auf, was als Hinweis dafür gilt, dass damals die Pest in der Region herrschte. 1693 siedelten sich erstmals Juden an, die im frühen 19. Jahrhundert eine eigene Gemeinde bildeten. Die 1864 errichtete Synagoge wurde bereits 1936 von der Gemeindeverwaltung übernommen, nachdem die letzten jüdischen Einwohner emigriert waren. 1945 wurde die Synagoge zu einem noch heute genutzten Wohnhaus umgebaut. 
Nach dem Ende der französischen Herrschaft fiel Hilbringen 1815 an die preußische Rheinprovinz. Zusammen mit Ballern, Rech, Ripplingen und Fitten zählte der Ort in diesem Jahr 1308 Einwohner, 1833 lebten allein in Hilbringen 628 Personen. Im Jahr 1835 begann der industrielle Aufschwung für Hilbringen in dessen Umgebung in schneller Folge 14 Ziegeleien entstanden, 8 davon in Hilbringen selbst. Vierzig Jahre später beschäftigten diese Betriebe rund 300 Arbeiter. Im Jahr 1885 erfolgte der Neubau einer Straße, heute noch die „nau Strooß“ genannt, den Hang des Nackberges hinauf nach Mondorf, Silwingen und Biringen, die die bis dahin abgelegenen Dörfer erschloss. Im Jahr 1900 kam es zum Bau einer Wasserleitung von Mechern nach Hilbringen und dem Bau einer Petroleum-Straßenbeleuchtung. Das 1921 gegründete Nonnenkloster St. Elisabeth in der Fitter Straße wurde 2005 geschlossen. Im Rahmen der Begradigung der Saar wurde eine neue Saarbrücke nach Merzig gebaut, die 1944 von Pionieren der Wehrmacht gesprengt wurde.
1959 wurde hier das erste SOS-Kinderdorf in Deutschland eingerichtet, das Béatrice von Boch-Galhau als Mäzenin aus ihrem Vermögen finanzierte. Im Rahmen der Gebiets- und Verwaltungsreform im Saarland wurde die Gemeinde Hilbringen mit Wirkung zum 1. Januar 1974 in die Kreisstadt Merzig eingemeindet.

## Einwohner
Die nachfolgenden Angaben basieren auf den Angaben im Hilbringer Heimatbuch von 1980.
| Jahr | Einwohner, Haushalte und Feuerstätten                                                  | Beleg                        |
| ---- | -------------------------------------------------------------------------------------- | ---------------------------- |
| 1566 | 21 Haushalte                                                                           | Türkensteuer                 |
| 1615 | 25 Haushalte                                                                           | Landsteuer                   |
| 1624 | 32 Haushalte                                                                           | Türkensteiner                |
| 1656 | 18 Haushalte                                                                           | Bannverzeichnis              |
| 1663 | 16 Einwohner (in Hilbringen, Ballern, Rech, Ripplingen, Fitten, Mondorf und Silwingen) |                              |
| 1668 | 18 Feuerstätten                                                                        | Verzeichnis der Feuerstätten |
| 1750 | 40 Feuerstätten                                                                        |                              |
| 1779 | 60 Haushalte                                                                           | Treuegelöbnis                |
| 1803 | 157 Feuerstätten                                                                       |                              |
| 1815 | 1308 Einwohner (in Hilbringen, Ballern, Rech, Ripplingen und Fitten)                   |                              |
| 1833 | 628 Einwohner                                                                          | Volkszählung                 |
| 1836 | 628 Einwohner                                                                          | Volkszählung                 |
| 1861 | 640 Einwohner                                                                          | Volkszählung                 |
| 1864 | 640 Einwohner                                                                          | Volkszählung                 |
| 1871 | 638 Einwohner                                                                          | Volkszählung                 |
| 1875 | 667 Einwohner                                                                          | Volkszählung                 |
| 1895 | 745 Einwohner                                                                          | Volkszählung                 |

## Politik

### Ortsrat
Die Sitzverteilung im Ortsrat nach der Kommunalwahl vom 25. Mai 2014 lautet wie folgt:
- CDU: 5 Sitze
- SPD: 4 Sitze
- Grüne: 2 Sitz

(Stand: Februar 2021)

### Ortsvorsteher
Ortsvorsteher ist Doris Darimont-Doll (CDU).

## Kultur und Sehenswürdigkeiten
Auf Hilbringer Bann befinden sich einige Freizeiteinrichtungen wie der Zeltpalast, das Schwimmbad DAS BAD, der Outdoorkletterpark Kletterhafen, ein Indoortrampolinpark Trampolini mit Laser Tag, ein Yachthafen, die ehemalige Saarfürst Brauerei Merziger Brauhaus und im Spätsommer ein Maislabyrinth Maisalm.

### Bauwerke
In Hilbringen befinden sich mehrere Bauwerke, die in der Denkmalliste des Saarlandes als Einzeldenkmale aufgeführt sind: Die katholische Pfarrkirche St. Petrus in Ketten, errichtet nach Plänen von Wilhelm Hector in den Jahren 1890 bis 1891, das sogenannte Schloss, ein von Christian Kretzschmar in den Jahren 1745 bis 1755 errichteter Barockbau, und zwei historische Bauernhäuser, errichtet um 1800 bzw. 1902.

## Verkehr
Am östlichen Ortsrand von Hilbringen liegt die Autobahnanschlussstelle Merzig der Bundesautobahn 8. Durch Hilbringen verlaufen die Landesstraßen L 173 von Merzig nach Waldwisse und L 170 von Wellingen (Stadt Merzig) nach Saarlouis.